# Aeropuerto de Rennes Saint-Jacques
El Aeropuerto de Rennes Bretaña o Aéroport de Rennes - Saint-Jacques (IATA: RNS, OACI: LFRN) es un aeropuerto a unos 6 km al suroeste de Rennes, Ille-et-Vilaine, Bretaña, Francia.
Es un aeropuerto internacional, abierto a todo tipo de vuelos comerciales, así como la aviación general y privada. La pista principal puede manejar aviones con unos 180 pasajeros.

## Historia
Antes de la construcción de este aeropuerto, Rennes tenía un pequeño hipódromo que era utilizado como zona de aterrizaje en Gayeulles, al noreste de la ciudad. En 1931 se empezó a trabajar en la construcción de un nuevo aeropuerto que diese servicio a Rennes. Se adquirieron parcelas de 380.000 metros cuadrados de superficie en Saint-Jacques-de-la-Lande al suroeste de la ciudad y se comenzó la construcción. El 28 de julio de 1933 el nuevo aeropuerto fue oficialmente inaugurado por Pierre Cot.

## Pistas
La pista principal puede ser utilizada por aviones con unos 180 pasajeros, y es la mejor preparada para vuelos de medio alcance. Para vuelos de transporte de carga, está preparada para aviones como el Boeing 737 y el 727, o el Ilyushin IL-76. Está dotada de Sistema de aterrizaje instrumental.
La segunda pista pavimentada está más pensada para pequeños aviones con motor (negocios y aviación general).

## Competencia y proyectos
Este aeropuerto tiene una leve competencia local con el Aeropuerto Dinard Pleurtuit Saint-Malo, en la costa del Canal, que es utilizado por compañías de pasajeros de bajo costo.
Debido al creciente tráfico en el Aeropuerto Nantes Atlantique, que se encuentra en una situación cercana a la saturación, existe actualmente un proyecto regional para construir un gran aeropuerto entre Rennes y Nantes que dará servicio a ambas ciudades. Esto supondrá una construcción mucho más rápida y transportes de tránsito más frecuentes entre ambas ciudades y sus propios aeropuertos, aunque ya se está modernizando el enlace en Redon la vía ferroviaria Rennes-Nantes, y la interconexión entre estaciones del tren de alta velocidad TGV.

## Aerolíneas y destinos

### Pasajeros
| Aerolíneas          | Destinos                                                                                           |
| ------------------- | -------------------------------------------------------------------------------------------------- |
| Air France          | Lyon, París–Charles de Gaulle Estacional: Ajaccio, Bastia, Biarritz, Calvi, Figari, Marsella, Niza |
| Blue Islands        | Estacional: Jersey                                                                                 |
| Chalair Aviation    | Toulouse                                                                                           |
| easyJet             | Londres–Gatwick                                                                                    |
| easyJet Europe      | Lisboa, Lyon, Niza, Oporto, Toulouse                                                               |
| easyJet Switzerland | Ginebra                                                                                            |
| Finist'air          | Estacional: Belle Île                                                                              |
| KLM                 | Ámsterdam-Schiphol                                                                                 |
| Lufthansa           | Fráncfort                                                                                          |
| Transavia           | Marsella, Montpellier                                                                              |
| Volotea             | Marsella                                                                                           |

### Cargo
| Aerolíneas                                | Destinos                         |
| ----------------------------------------- | -------------------------------- |
| Chronopost operado por Westair Luxembourg | Marsella                         |
| La Poste operado por Europe Airpost       | Brest, París–Charles de Gaulle   |
| TNT Airways                               | Lieja, Marsella, Oporto, Vitoria |
| UPS operado por Star Air                  | Colonia/Bonn                     |

## Tráfico
Ver fuente y consulta Wikidata.

El aeropuerto de Rennes es el décimo noveno por número total de pasajeros transportados en 2014:
- 2005: 407,678 pasajeros
- 2009: 432,247 pasajeros
- 2014: 501,218 pasajeros
- 2019: 856,791 pasajeros

El aeropuerto de Rennes es el noveno en el total de carga transportada en 2014:
- 2005: 12.250 toneladas
- 2009: 11.051 toneladas
- 2014: 12.984 toneladas